# Dodderi, Honnali
Dodderi, hay còn gọi là B. Dodderi hoặc Brahmana Dodderi là một làng thuộc tehsil Honnali, huyện Davanagere, bang Karnataka, Ấn Độ. Làng này có một bưu điện và một trường tiểu học. Ngoài ra ở có còn có một đền thờ thần Gopala-Krishna. Cây trồng chính tại đây là cây cau. Có hai làng nhỏ hơn, "Sannamane" và "Dalavayi Hosakoppa" cũng có thể được coi là một phần của Dodderi.